# Charles Howell III
Charles Gordon Howell III (nascido em 20 de junho de 1979) é um jogador norte-americano de golfe profissional, que disputa o PGA Tour. Profissionalizou-se no ano de 2000 e já venceu dois torneios do PGA Tour. Disputou pelos Estados Unidos a Copa dos Presidentes, em 2003 e 2007, tendo se sagrado campeão em 2007.

## Vida pessoal
Howell vive em Orlando, Flórida, com sua esposa Heather (Heather Myers) e seus dois filhos.

## Títulos amadores (1)
- 2000 – NCAA Division I Championship

## Títulos profissionais (2)

### Títulos do PGA Tour (2)
| N.º | Data                    | Torneio                            | Resultado             | Margem    | Vice-campeão(ões)       |
| --- | ----------------------- | ---------------------------------- | --------------------- | --------- | ----------------------- |
| 1   | 6 de outubro de 2002    | Michelob Championship at Kingsmill | −14 (70-65-68-67=270) | 2 tacadas | Scott Hoch, Brandt Jobe |
| 2   | 18 de fevereiro de 2007 | Nissan Open                        | −16 (69-65-69-65=268) | Playoff   | Phil Mickelson          |

## Resultados no Campeonato Mundial
Os resultados não estão na ordem cronológica.
| Torneio                  | 2002 | 2003 | 2004 | 2005 | 2006 | 2007 | 2008 |
| ------------------------ | ---- | ---- | ---- | ---- | ---- | ---- | ---- |
| Match Play               | R32  | R64  | R64  | R64  | R64  | R16  | R32  |
| Mexico Championship      | DNP  | T21  | T59  | DNP  | DNP  | T16  | T51  |
| Bridgestone Invitational | DNP  | T21  | T9   | DNP  | DNP  | T39  | T27  |

| Torneio                  | 2009 | 2010 | 2011 | 2012 | 2013 | 2014 | 2015 | 2016 | 2017 |
| ------------------------ | ---- | ---- | ---- | ---- | ---- | ---- | ---- | ---- | ---- |
| Mexico Championship      | DNP  | DNP  | DNP  | T17  | T12  | DNP  | DNP  | DNP  | DNP  |
| Match Play               | DNP  | DNP  | DNP  | DNP  | R32  | DNP  | DNP  | DNP  | R16  |
| Bridgestone Invitational | T29  | DNP  | DNP  | DNP  | DNP  | DNP  | DNP  | DNP  |      |
| HSBC Champions           | DNP  | DNP  | DNP  | DNP  | DNP  | DNP  | DNP  | DNP  |      |

DNP = Não participou

QF, R16, R32, R64 = Rodada na qual o jogador perdeu no match play

"T" = houve empate

Fundo amarelo indica os 10 primeiros.

Observe que o HSBC Champions não chegou a ser um torneio do WGC até 2009.